# Lychnodiscus cerospermus
Lychnodiscus cerospermus är en kinesträdsväxtart som beskrevs av Ludwig Radlkofer. Lychnodiscus cerospermus ingår i släktet Lychnodiscus och familjen kinesträdsväxter.

## Underarter
Arten delas in i följande underarter:
- L. c. mortehanii
- L. c. pedicellaris